# Genu varo
Genu varo es una deformidad frecuente de las rodillas en niños, secundaria a la posición intrauterina (también llamado piernas arqueadas y tibia vara), cuya forma fisiológica se corrige por lo general con el desarrollo normal del niño. Sin embargo, cuando este persiste más allá del segundo año puede ser patológico. Es importante diferenciar el proceso fisiológico de la enfermedad de Blount (tibia vara), que es una peculiaridad física marcada por una inclinación hacia afuera de la pierna en relación con el muslo, dando la apariencia de un arco. Por lo general, la angulación medial de ambos, el fémur y la tibia, está involucrada.

## Causas
Su presentación en niños de hasta 3 años de edad se considera normal, pero también puede aparecer si un niño es enfermizo, padece raquitismo o sufre alguna enfermedad que impide la osificación normal de los huesos (déficit de vitamina D, hipofosfatasia), o tiene una mala alimentación, así como displasias oseas (enanismo, displasia metafisiaria) y enfermedades congénitas o neuromusculares. Así pues, la principal causa de esta deformidad es el raquitismo. Pero también los problemas óseos, las infecciones y los tumores pueden afectar el crecimiento de la pierna, algunas veces dando lugar a un crecimiento arqueado de un solo lado de las piernas. Otras causas pueden ser ocupacionales, lo cual es especialmente notorio entre los jinetes (jockeys), o debido a un trauma físico. También puede ser muy probable que el cuadro sobrevenga tras un accidente que dañe los cóndilos del fémur.

## Expectativas
En la mayoría de los casos en los que persiste después de la infancia, hay poco o ningún efecto sobre la capacidad de caminar. Debido a la tensión y el desgaste desigual en las rodillas, sin embargo, incluso las manifestaciones más leves pueden ser síntoma de un inicio acelerado de la artritis. Los que tienen las piernas arqueadas y una predisposición genética para el desarrollo de la artritis es probable que empiecen a tener síntomas de la artritis a los 30 años.

## Tratamiento
Por lo general, no se requiere tratamiento para su presentación idiopática, ya que es una variante anatómica normal en niños pequeños. El tratamiento está indicado cuando persiste más allá de los tres años y medio de edad. En el caso de la presentación unilateral o empeoramiento progresivo de la curvatura, cuando es causada por el raquitismo, lo más importante es tratar la enfermedad constitucional, al mismo tiempo instruir al cuidador no colocar al niño sobre sus pies. En muchos casos esto es suficiente para efectuar la cura, pero también el proceso se puede acelerar un poco mediante el uso de "splints" o férulas. Cuando la deformidad se presenta en pacientes de edad avanzada, ya sea por causa de un trauma o de la ocupación, el único tratamiento permanente es la cirugía (dentro de la cual la más extendida y menos invasiva es la que utiliza los fijadores externos ilizarov, aunque también refuerzos ortopédicos pueden proporcionar alivio.